# Refuge du Couvercle
Il refuge du Couvercle (letteralmente rifugio del coperchio) è un rifugio alpino del versante francese del  Massiccio del Monte Bianco.

## Caratteristiche e informazioni

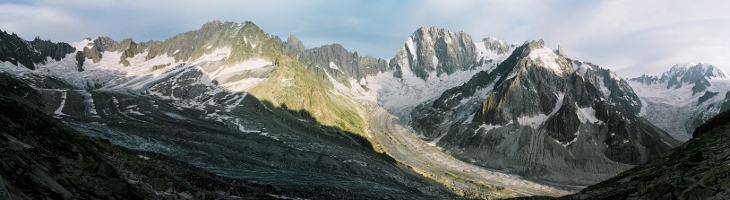
Panorama dal rifugio.

Il nome deriva dal fatto che l'antico bivacco era stato costruito sotto un grande masso che fungeva da coperchio del rifugio.
È situato sul fianco del ghiacciaio di Talèfre.

## Accessi
Da Montenvers, località di Chamonix dove arriva la Ferrovia Chamonix-Montenvers si risale la Mer de Glace fino all'inizio del Ghiacciaio di Leschaux. Abbandonato il ghiacciaio si risalgono le scalette che portano al rifugio.

## Ascensioni

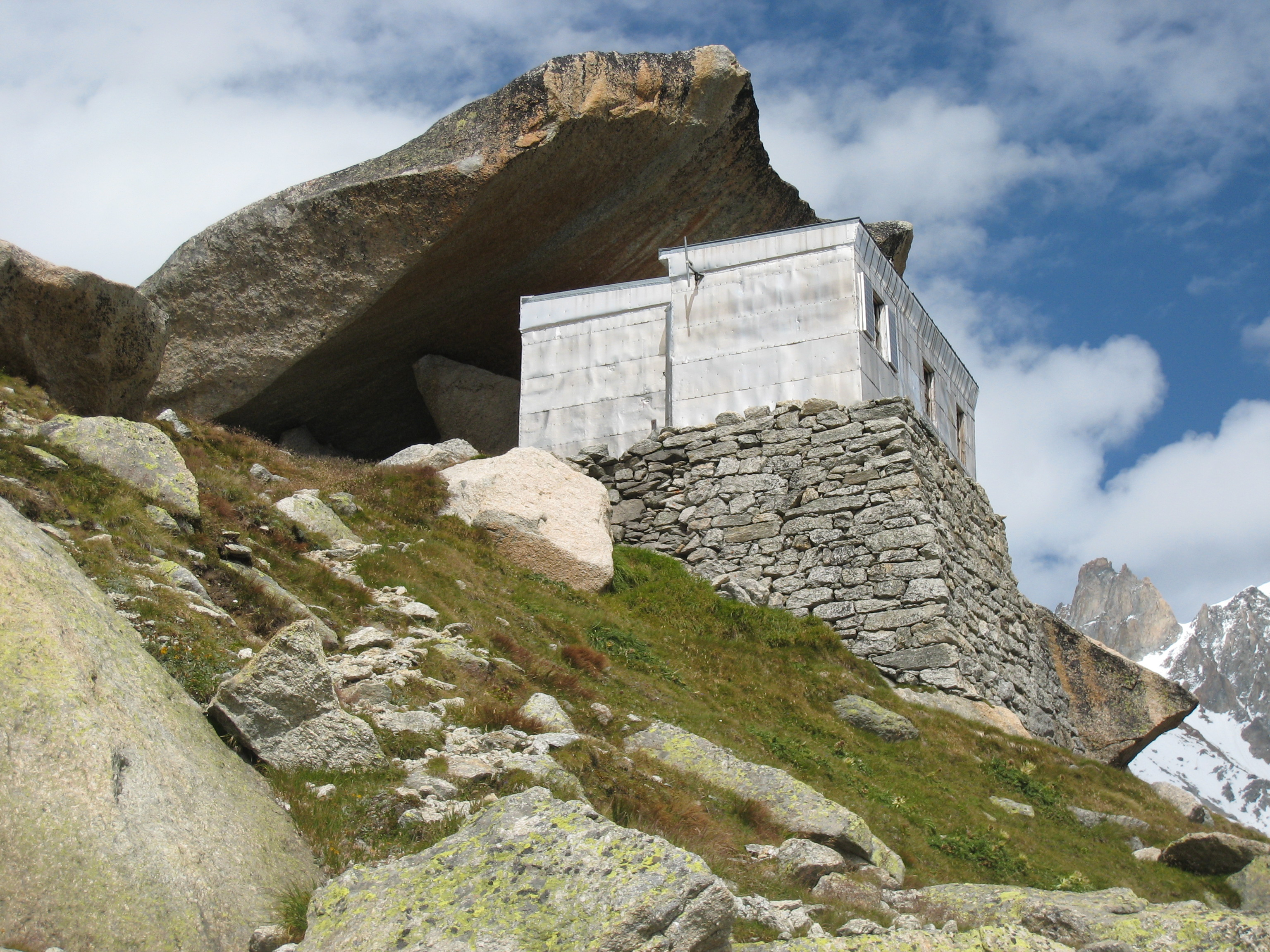
Il vecchio rifugio

- Aiguille Verte - 4.121 m
- Les Droites - 4.000 m
- Les Courtes - 3.856 m
- Aiguille de Talèfre - 3.730 m
- Aiguille du Moine - 3.412 m